# Belín
Pour les articles homonymes, voir Belin.
Belín (en hongrois : Bellény) est une commune du district de Rimavská Sobota, dans la région de Banská Bystrica, en Slovaquie.

## Histoire
La première mention écrite du village date de 1349.
La localité fut annexée par la Hongrie après le premier arbitrage de Vienne le 2 novembre 1938. En 1938, on comptait 302 habitants. Elle faisait partie du district de Rimavská Sobota (hongrois : Rimaszombati járás). Durant la période 1938 - 1945, le nom hongrois Bellény était d'usage. À la libération, la commune a été réintégrée dans la Tchécoslovaquie reconstituée.

## Démographie

### Évolution de la population
| Année:               | 1994. | 2004.   | 2014.    | 2024.    |
| -------------------- | ----- | ------- | -------- | -------- |
| Nombre de personnes: | 161   | 158     | 197      | 176      |
| Différence:          |       | -1,86 % | +24,68 % | -10,65 % |

| Année:               | 2023. | 2024.   |
| -------------------- | ----- | ------- |
| Nombre de personnes: | 185   | 176     |
| Différence:          |       | -4,86 % |